# 강경중학교
강경중학교(江景中學校)는 대한민국 충청남도 논산시 강경읍 채산리에 있는 공립 중학교이다.

## 학교 연혁
- 1951년 8월 31일 : 강경중학교 설립 인가(12학급)
- 1951년 9월 28일 : 개교식
- 1952년 1월 8일 : 강경상업중학교에서 현 학교로 이전
- 1952년 2월 14일 : 강경중학교 증축, 기성회 조직
- 1998년 11월 11일 : 본관 10실 완공
- 2013년 10월 30일 : 학교숲(꿈뜰채) 조성
- 2014년 3월 1일 : 학칙 변경(7학급, 특수1학급 포함)
- 2016년 3월 1일 : 행복나눔학교 지정(2016-2019)
- 2016년 6월 22일 : 다목적강당(청솔관) 준공
- 2017년 9월 18일 : 급식실 리모델링
- 2023년 3월 1일 : 제27대 우문영 교장 부임
- 2023년 3월 1일 : 혁신학교 지정(2023-2026)
- 2025년 2월 8일 : 제74회 졸업식(총 졸업생 수 22,523명)
- 2025년 3월 4일 : 입학식(24명)

## 참고 자료
- 강경중학교 - 한국교육학술정보원 학교알리미